# Farm
Albums de Dinosaur Jr.
Beyond
(2007) I Bet on Sky
(2012)
Singles
1. Pieces
Sortie : 2009
2. Over It
Sortie : 2009
3. I Don't Wanna Go There
Sortie : 2009

Farm est le neuvième album studio du groupe américain Dinosaur Jr., sorti en juin 2009. C’est le premier album du groupe à sortir sur le label Jagjaguwar.

## L’album
Enregistré en 2008 et 2009 au studio Bisquiteen à Amherst, dans le Massachusetts, Farm est publié le 23 juin 2009 sur le label Jagjaguwar (PIAS en Europe),. Les copies européennes de l’album sont rappelées à la suite d'un problème de mastering au moment du pressage.
Il obtient un bon accueil critique, avec un score moyen de 76/100, sur la base de 26 critiques collectées, sur le site agrégateur de critiques Metacritic. Le magazine Pitchfork classe Farm à la 36e position de son top 50 de l'année 2009.
Le clip du titre Over It contient un caméo de Mike Watt.

## Réédition vinyle (2024)
Une réédition vinyle de l'album, sous-titrée « 15th Anniversary Edition », est publiée le 16 août 2024 à l'initiative du label Jagjaguwar. La nouvelle édition comprend les quatre chansons qui étaient auparavant exclusives à un CD bonus. Parmi ces titres figure une reprise de Whenever You're Ready des Zombies.

## Liste des titres

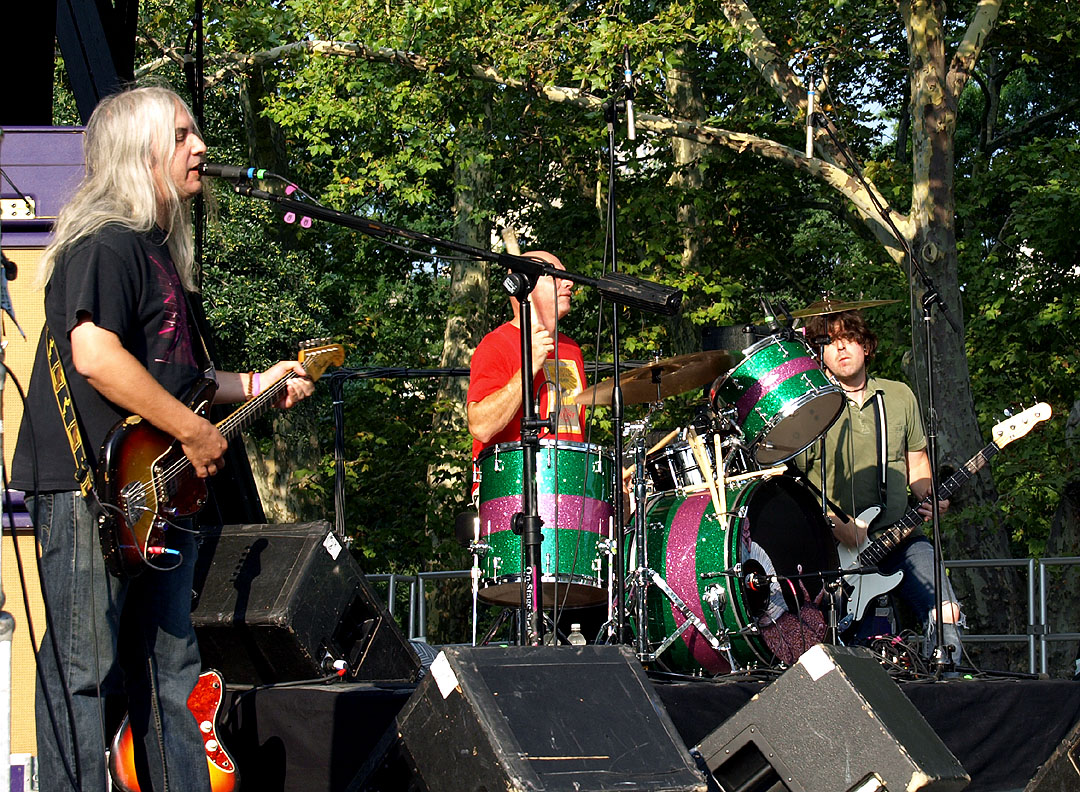
Dinosaur Jr. en concert lors de la tournée Farm, au Central Park de New York, le 16 août 2009.

Toutes les chansons sont de J Mascis, sauf Your Weather et Imagination Blind qui sont de Lou Barlow.
| No  | Titre                  | Durée |
| --- | ---------------------- | ----- |
| 1.  | Pieces                 | 4:34  |
| 2.  | I Want You to Know     | 4:32  |
| 3.  | Ocean in the Way       | 4:22  |
| 4.  | Plans                  | 6:43  |
| 5.  | Your Weather           | 3:08  |
| 6.  | Over It                | 3:49  |
| 7.  | Friends                | 4:34  |
| 8.  | Said the People        | 7:43  |
| 9.  | There's No Here        | 3:41  |
| 10. | See You                | 5:49  |
| 11. | I Don't Wanna Go There | 8:45  |
| 12. | Imagination Blind      | 3:21  |

Certaines éditions contiennent un disque bonus :
| No  | Titre                                          | Durée |
| --- | ---------------------------------------------- | ----- |
| 13. | Houses (reprise d’Elyse Weinberg)              | 3:38  |
| 14. | Whenever You're Ready (reprise de The Zombies) | 2:57  |
| 15. | Creepies                                       | 2:06  |
| 16. | Show                                           | 1:01  |

## Interprètes
- J Mascis - guitare électrique, chant
- Lou Barlow - basse, chant
- Murph - batterie

## Équipe de production
- J Mascis - Producteur
- Justin Pizzoferrato – Ingénieur du son
- John Agnello - Ingénieur du son, mixage audio
- Greg Calbi – Mastering

## Vidéo promotionnelle
- 2009 : Over It